# Институт мерзлотоведения имени П. И. Мельникова СО РАН
Институт мерзлотоведения им. П. И. Мельникова (ИМЗ СО РАН) — институт Сибирского отделения РАН, организованный в 1960 году. Расположен в Якутске.
Основными направлениями научной деятельности являются исследование эволюции криолитозоны под влиянием природных и антропогенных факторов, а также инженерная геокриология. При институте находится подземная лаборатория, криохранилище, музей.
На территории института расположено Федеральное криохранилище семян растений — российский аналог Всемирного семенохранилища на Шпицбергене; хранилище было открыто 12 декабря 2012 года.

## История
- 1960 — Институт мерзлотоведения Сибирского отделения АН СССР создан на базе Северо-Восточного отделения Института мерзлотоведения им. В. А. Обручева.
- 1969 — институт награждён орденом Трудового Красного Знамени.
- 1995 — переименован в Институт мерзлотоведения им. П. И. Мельникова Сибирского отделения Российской академии наук.

Директора по году назначения:
- 1960 — Мельников, Павел Иванович, академик АН СССР (1981), Заслуженный деятель науки РСФСР и ЯАССР
- 1989 — Каменский, Ростислав Михайлович, доктор технических наук
- 2003 — Чжан, Рудольф Владимирович, доктор технических наук
- 2012 — Железняк, Михаил Николаевич, доктор геолого-минералогических наук.

## Структура
- Лаборатория общей геокриологии

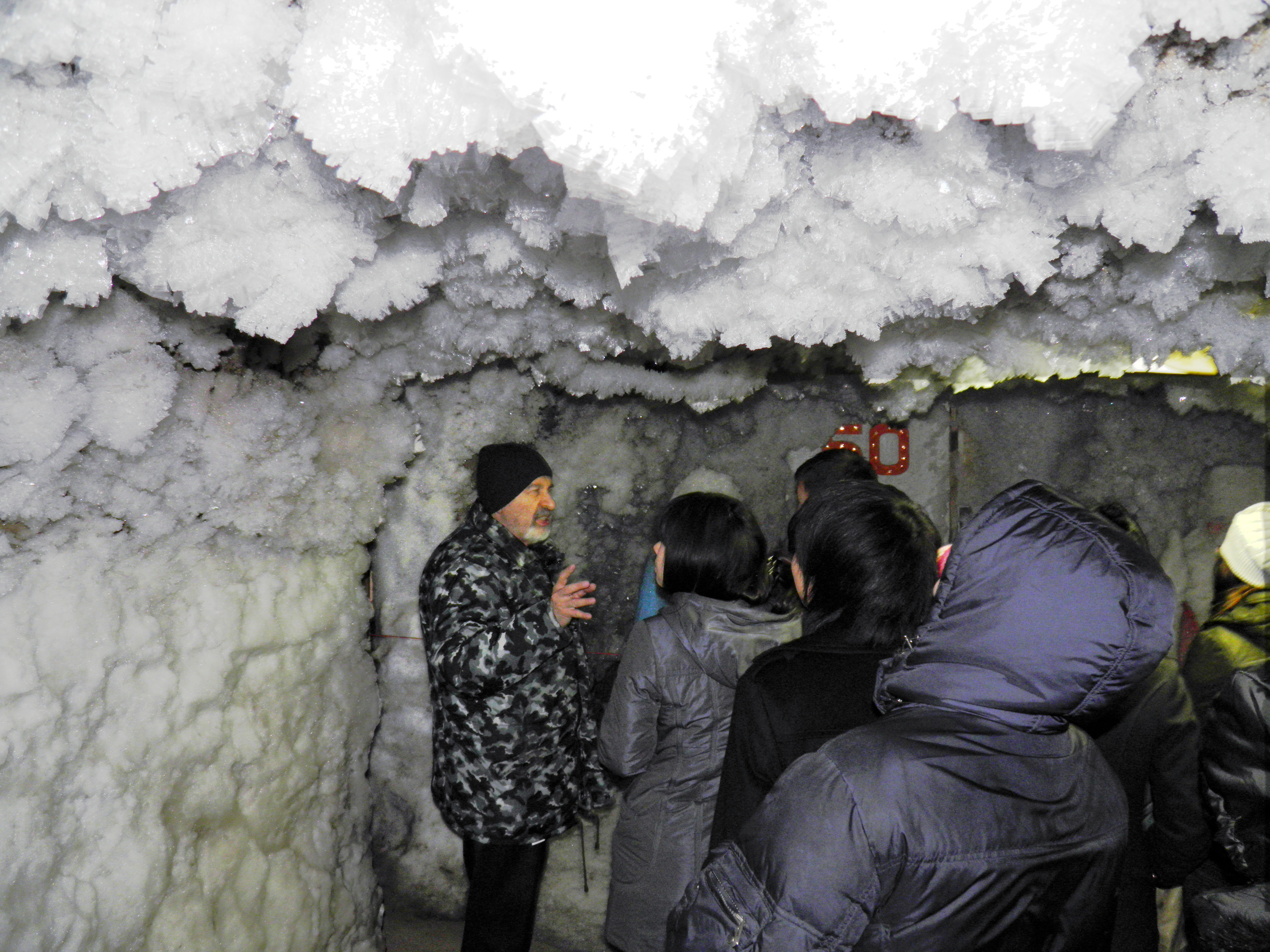
Музей истории изучения вечной мерзлоты в институте

- Лаборатория инженерной геокриологии
- Лаборатория подземных вод и геохимии криолитозоны
- Лаборатория геотермии криолитозоны
- Лаборатория криогенных ландшафтов
- Группа геоинформатики
- Вилюйская научно-исследовательская мерзлотная станция (пгт Чернышевский)
- Северо-Восточная научно-исследовательская мерзлотная станция, (г. Магадан)
- Игарская геокриологическая лаборатория (Красноярский край)
- Казахстанская высокогорная геокриологическая лаборатория (г. Алматы)